# Johan De Smet (theater)
Johan De Smet  (1970) is een Belgisch acteur en toneelregisseur en artistiek leider van Kopergietery.

## Carrière
Sinds 1980 is De Smet verbonden aan kunstencentrum Kopergietery. Eerst als acteur en later als toneelregisseur. In 2004 werd het artistiek directeurschap van het kunstcentrum door Eva Bal overgedragen aan Johan De Smet.
Zijn producties worden gekenmerkt door een intensief gebruik van live muziek, video en/of dans.

### Schrijver
De Smet heeft de volgende toneelstukken geschreven:
- Beuysband
- Komosha
- Top Dogs: fragment (1998)
- Zeer volle maand (1998)
- Pasos en Lanoche (Spaanse versie van voetstappen in de nacht) (1999)
- Schneeuw (1999)
- Rosalie Niemand
- De liefde voor drie mannen.

### Prijzen
- 2017: ASSITEJ Award for Artistic Excellence.

### Podiumproducties
De volgende pordiumproducties zijn door De Smet geschreven:
- 1975: De liefdeskoncilie
- 1975: Het verhaal van de man die Bruggen bouwt.
- 1977: Marianne wacht op het huwelijk.
- 1980: De kleine prins
- 1983: Zelfbeschuldiging
- 1986: Koningen
- 1986: LA-LA
- 1986: Ubu Koning
- 1989: Vaders en zonen
- 1991: Ambetango
- 1991: De tuin
- 1992: Guillaume Thomas, de leugenaar.
- 1993: Achter glas
- 1997: Zeer volle maan
- 1998: Sikkepit
- 1998: Schneeuw
- 1998: Komosha
- 1999: Decap
- 1999: De wraak van Tarzan
- 2000: Aààrgh!!
- 2000: Monologen 2
- 2000: Komosha de film
- 2001: Lieg liefje lieg
- 2001: Luna van de boom
- 2001: Aandacht aandacht!
- 2002: Balmoral
- 2002: Calypso
- 2003: 't Ijlland
- 2004: Beuysband
- 2004: Delicti
- 2004: Luna of the tree
- 2004: doolhoofd
- 2005: Panama
- 2006: Dallas
- 2007: DE legende van Woesterdam (co-creatie met Studio Orka)
- 2009: Solar city
- 2009: Eerste sneeuw
- 2010: Het huis huilt
- 2010: Woudlingen
- 2011: Twist
- 2012: Quatre mans
- 2013: gebroken dromen (co-creatie met Mambocito Mio)
- 2013: Gym Hall Geurilla
- 2013: Pigeon
- 2013: De geschiedenis van de wereld aan de hand van banaliteiten. (Kopergietery met Titus De Voogdt)
- 2015: PITCHbull (met Compact Disk Dummies, Amaryllis Uiterlinden, Joris Hessels)
- 2016: verloren
- 2016: De Daltons
- 2016: 9 (met Cas Public)
- 2016: Mémé - De Peetmoeder (met Jan Sobrie)
- 2016: Het meisje van de touwslagerij